# 哈里·胡珀
哈里·胡珀（英語：Harry Hooper，1933年6月14日—2020年8月26日），英格兰前男子足球运动员，场上位置是前锋。他曾代表英格兰代表队参加1954年国际足联世界杯，结果队伍止步八强。